# Benito de Sala y de Caramany
Benito de Sala y de Caramany (Gerona, 16 aprile 1646 – Roma, 2 luglio 1715) è stato un cardinale e vescovo cattolico spagnolo.

## Biografia
Nacque a Gerona il 16 aprile 1646.
Papa Clemente XI lo elevò al rango di cardinale nel concistoro del 30 gennaio 1713.
Morì il 2 luglio 1715 all'età di 69 anni.

## Genealogia episcopale e successione apostolica
La genealogia episcopale è:
- Cardinale Guillaume d'Estouteville, O.S.B.Clun.
- Papa Sisto IV
- Papa Giulio II
- Cardinale Raffaele Sansone Riario
- Papa Leone X
- Papa Paolo III
- Cardinale Francesco Pisani
- Cardinale Alfonso Gesualdo di Conza
- Papa Clemente VIII
- Cardinale Pietro Aldobrandini
- Cardinale Laudivio Zacchia
- Cardinale Antonio Barberini, O.F.M.Cap.
- Cardinale Marcantonio Franciotti
- Cardinale Giambattista Spada
- Cardinale Carlo Pio di Savoia
- Vescovo Miguel Jerónimo de Molina y Aragonés, O.S.Io.Hieros.
- Arcivescovo José Llinás y Aznar, O. de M.
- Cardinale Benito de Sala y de Caramany, O.S.B.Cas.

La successione apostolica è:
- Vescovo Guillermo Goñalons, O.S.A. (1700)
- Vescovo Francisco Dorda, O.Cist. (1710)
- Vescovo Manuel Senjust Pagés (1710)